# جبل أم حيفا
جبل أم حيفا (بالإنجليزية: Jabal Umm Hayfā')‏ هو جبل يقع في جبال مدين في شمال غرب المملكة العربية السعودية،[بحاجة لمصدر] بالقرب من الحدود الأردنية، فوق خليج العقبة، ويقع في تبوك، المملكة العربية السعودية. وفي الجزء الشمالي الغربي من البلاد، على بعد 1200 كم غرب الرياض، يقع جبل أم حيفا على ارتفاع 2037 مترًا فوق مستوى سطح البحر، أو 175 مترًا فوق التضاريس المحيطة. هو حوالي 1.3 كم في قاعدتها. انها واحدة من أطول الجبال في شبه الجزيرة العربية.
الأرض المحيطة بجبل أم حيفا جبلية. أعلى نقطة هي حوالي 2349 مترًا و 1.8 كم غرب جبل أم حيفا. حوالي 6 أشخاص لكل كيلومتر مربع تقريبا شبه المهجورة والمهجورة حول جبل أم حيفا عدد سكانها صغير للغاية. لا توجد مدينة حول جبل أم حيفا.
المناخ حار. كان متوسط درجة الحرارة 22 درجة مئوية. أحر شهر يوليو، عند 34 درجة مئوية، وأبرد شهر ديسمبر، عند 12 درجة مئوية متوسط هطول الأمطار هو 92 ملم في السنة. كان الشهر الأول من شهر يناير، عند 36 مم من الأمطار، وفي يونيو، بمعدل 1 ملم.